# Sheen (Staffordshire)
Sheen – wieś i civil parish w Anglii, w Staffordshire, w dystrykcie Staffordshire Moorlands. W 2011 civil parish liczyła 234 mieszkańców. Sheen jest wspomniana w Domesday Book (1086) jako Sceon.